# Duncan (Nebraska)
Duncan je selo u američkoj saveznoj državi Nebraska. Prema popisu stanovništva iz 2010. u njemu je živjelo 351 stanovnika.